# Ignatz Görtler de Blumenfeld

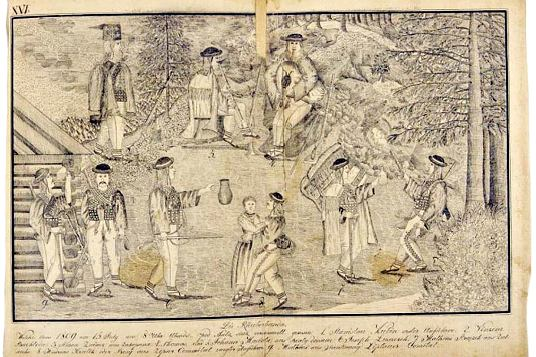
Zbójnicy podhalańscy wg Ignatza Görtlera de Blumenfelda (1809)

Ignatz Franz Görtler de Blumenfeld – cesarsko-królewski austriacki leśniczy w Witowie i Poroninie, założyciel kuźnic poronińskich (Stahl Fabrik, później zwane Kośne Hamry). W 1817 r. ufundował w Poroninie murowaną kapliczkę św. Jana Nepomucena.
W 2004 roku odkryty został zespół rycin Karpaten Ansichten nebst dem Plane der Neumarkter Gegend der K. K. Kammmeralförster Ignatz Görtler de Blumenfeld wykonany przez Blumenfelda w latach 1789–1815. 